# Criminalisation (droit canadien)
En droit canadien, la criminalisation est la décision d'une autorité législative compétente (le Parlement du Canada) d'ériger un acte ou un comportement en infraction criminelle, en décrivant les éléments constitutifs de l'infraction et en prévoyant une peine pour l'infraction.
Le contraire de la criminalisation est la décriminalisation. La décriminalisation n'est tout à fait la même chose que la légalisation car même si qqch. est décriminalisé, il peut tout de même demeurer fortement réglementé de telle sorte que son usage demeure limité aux cas prévus par le législateur. À ce sujet, il a notamment été question de la décriminalisation de la consommation du cannabis, qui n'est plus une infraction dans bon nombre de pays, mais même dans les endroits qui ont décriminalisé l'usage récréatif de cette substance, la vente du cannabis demeure en règle générale étroitement contrôlée par l'octroi de permis des autorités dans le but d'éviter que le marché noir ne prenne le dessus sur le marché légal.
Dans le Code criminel canadien, criminaliser un comportement ou une action implique de lui rédiger une infraction qui contient un actus reus (élément externe objectif de l'infraction) et une mens rea (élément de culpabilité morale de l'infraction), en indiquant le mode de poursuite (acte criminel, infraction sommaire ou les deux) et en prévoyant une peine.
Les infractions du Code criminel sont rédigées au moyen de formules car le législateur veut être systématique dans la manière de criminaliser un comportement. À titre d'exemple, dans l'infraction de fraude d'une valeur de plus de 5 000 $ ou d'un titre testamentaire (art. 380 (1) a) C.cr.), le texte qui crée l'infraction prévoit que : 
- Le mode de poursuite est par acte criminel.
- L'actus reus de la fraude  est établie par « la preuve d'un acte prohibé, qu'il s'agisse d'une supercherie, d'un mensonge ou d'un autre moyen dolosif, et par la preuve de la privation causée par l'acte prohibé (qui peut consister en une perte véritable ou dans le fait de mettre en péril les intérêts pécuniaires » (R. c. Théroux[4],)
- La mens rea de la fraude est prouvée par « la connaissance subjective de l'acte prohibé et par la preuve de la connaissance subjective que l'accomplissement de l'acte prohibé pourrait causer une privation à autrui »[5]
- La peine maximale est de 14 ans.
- La peine minimale est de 2 ans si la valeur excède 1 million de dollars[6].